# Игобла
Игобла — река в России, протекает в Переславском районе Ярославской области. Устье реки находится в 16 км по правому берегу реки Кубрь от её устья (Кубринское водохранилище). Длина реки составляет 23 км, площадь бассейна — 170 км². Крупнейшие притоки: Змейка (слева), Талица (слева), Тупшер (справа). Протекает по заболоченному лесу, населённых пунктов на реке нет, ближайшие — посёлок Талицы у истока и деревня Талица ниже по течению.

## Данные водного реестра
По данным государственного водного реестра России относится к Верхневолжскому бассейновому округу, водохозяйственный участок реки — Волга от Иваньковского гидроузла до Угличского гидроузла (Угличское водохранилище), речной подбассейн реки — бассейны притоков (Верхней) Волги до Рыбинского водохранилища. Речной бассейн реки — (Верхняя) Волга до Куйбышевского водохранилища (без бассейна Оки).
Код объекта в государственном водном реестре — 08010100812110000004131.